# 特劳恩地区里德
特劳恩地区里德是奥地利上奥地利州克雷姆斯河畔基希多夫县的一个市镇。总面积31.1平方公里，总人口2518人，人口密度81.0人/平方公里（2005年）。